# Schlenk-Fritte

Eine Schlenk-Fritte

Eine Schlenk-Fritte oder Umkehrfritte ist eine Fritte (also ein Laborgerät) zum Filtrieren unter Schutzgasbedingungen (Schlenk-Bedingungen). Es dient also dazu, luft- oder wasserempfindliche Suspensionen in Flüssigkeit und Feststoff aufzutrennen. Eine Schlenk-Fritte besteht aus einem Glasrohr mit beidseitigem Schliff, einem eingeschmolzenen Filter und Hähnen an beiden Seiten (siehe Abbildung).

## Verwendung
Vor der Verwendung muss die Schlenk-Fritte ausgeheizt werden, um Spuren von Wasser zu entfernen. Die Schlenk-Fritte wird im Schutzgas-Gegenstrom auf den Produktkolben aufgesetzt, anschließend wird das obere Ende mit einem zweiten Kolben verschlossen.
Der Aufbau wird nun um 180° gedreht. Die flüssigen Bestandteile des Rohprodukts bzw. der Reaktionsmischung können jetzt durch den Filter laufen, während die festen Bestandteile zurückbleiben.
Zur Beschleunigung kann im unteren Kolben ein Unterdruck erzeugt werden. Dieser sollte aber nicht so groß sein, dass das Lösungsmittel verdampft.